# العلاقات المالديفية الفيجية
العلاقات المالديفية الفيجية هي العلاقات الثنائية التي تجمع بين المالديف وفيجي.

## مقارنة بين البلدين
هذه مقارنة عامة ومرجعية للدولتين:
| وجه المقارنة                                              | [[تصنيف:صفحات تستخدم رمز علم غير موجود\|]] المالديف | فيجي                                                                 |
| --------------------------------------------------------- | --------------------------------------------------- | -------------------------------------------------------------------- |
| المساحة (كم2)                                             | 298                                                 | 18.27 ألف                                                            |
| عدد السكان (نسمة)                                         | 436.33 ألف                                          | 915.30 ألف                                                           |
| الكثافة السكانية (ن./كم²)                                 | 146.42 ألف                                          | 50.1                                                                 |
| العاصمة                                                   | ماليه                                               | سوفا                                                                 |
| اللغة الرسمية                                             | اللغة الديفهي                                       | لغة إنجليزية، اللغة الفيجية، اللغة الفيجي الهندية، اللغة الهندستانية |
| العملة                                                    | روفيه مالديفية                                      | دولار فيجي                                                           |
| الناتج المحلي الإجمالي (بليون دولار)                      | 4.60 مليار                                          | 5.06 مليار                                                           |
| الناتج المحلي الإجمالي (تعادل القوة الشرائية) بليون دولار | 5.23 مليار                                          | 8.32 مليار                                                           |
| الناتج المحلي الإجمالي الاسمي للفرد دولار أمريكي          | 8.39 ألف                                            | 4.96 ألف                                                             |
| الناتج المحلي الإجمالي للفرد دولار أمريكي                 | 12.53 ألف                                           | 8.79 ألف                                                             |
| مؤشر التنمية البشرية                                      | 0.706                                               | 0.727                                                                |
| رمز المكالمات الدولي                                      | +960                                                | +679                                                                 |
| رمز الإنترنت                                              | .mv                                                 | .fj                                                                  |
| المنطقة الزمنية                                           | ت ع م+05:00                                         | ت ع م+12:00                                                          |

## منظمات دولية مشتركة
يشترك البلدان في عضوية مجموعة من المنظمات الدولية، منها:
| علم المنظمة | اسم المنظمة                        | تاريخ انضمام المالديف | تاريخ انضمام فيجي |
| ----------- | ---------------------------------- | --------------------- | ----------------- |
|             | تحالف الدول الجزرية الصغيرة        | ?                     | ?                 |
|             | البنك الدولي للإنشاء والتعمير      | 13 يناير 1978         | 28 مايو 1971      |
|             | بنك التنمية الآسيوي                | 1978                  | 1970              |
|             | منظمة التجارة العالمية             | ?                     | ?                 |
|             | وكالة ضمان الاستثمار متعدد الأطراف | 19 مايو 2005          | 24 سبتمبر 1990    |
|             | يونسكو                             | 18 يوليو 1980         | 14 يوليو 1983     |
|             | الاتحاد البريدي العالمي            | ?                     | ?                 |
|             | الاتحاد الدولي للاتصالات           | 28 فبراير 1967        | 5 مايو 1971       |
|             | مؤسسة التمويل الدولية              | 2 فبراير 1983         | 12 يوليو 1979     |
|             | منظمة الشرطة الجنائية الدولية      | ?                     | ?                 |
|             | الأمم المتحدة                      | 21 سبتمبر 1965        | 13 أكتوبر 1970    |
|             | مؤسسة التنمية الدولية              | 13 يناير 1978         | 29 سبتمبر 1972    |
|             | منظمة حظر الأسلحة الكيميائية       | ?                     | ?                 |

## وصلات خارجية
- موقع وزارة الخارجية المالديفية
- موقع وزارة الخارجية الفيجية